# 主動式防禦
主動式防禦（Active defense）可以指軍事或是網路安全領域的防禦策略。
在網路安全領域中，主動式防禦可以指非對稱防禦，也就是增加入侵者成本，減少防禦者成本的作法。例如，主動式防禦的資料保護策略會包括動態的資料移動、分散資料存放、以及對資料進行二次加密（re-encryption），提高攻擊、盜取以及破壞的難度。以往的資料保護會以靜止時資料的加密為主，讓資料容易受到密文窃取、密码分析攻擊、針對密钥的攻擊、破壞加密資料、勒索軟體、內部人士攻擊等。有三個ACM的計算研討會發現用動態目標防禦（Moving Target Defense, MTD）作為網路層以及應用層的安全策略，例如將IP地址對調，或是動態變更网络拓扑等。有些公司已有MTD產品的實現，其應用程式可針對傳統系統、通訊以及電子安全。此外，「主動式防禦措施機制」（active defense measures）也常常是指攻勢網路作戰（offensive cyber operations，簡稱OCO）或電腦網路攻擊（computer network attacks，簡稱CNA）
有些人會將欺騙或是honeypots也納入主動式防禦中，其目的是用陷阱及進階的犯罪鑑識技術來混淆攻擊者。honeypots技術的例子包括Illusive Networks、TrapX、Cymmetria、Attivo等公司。其他的主動式防禦可能包括事故響應（incident response），設法將不同的響應策略在一起，增加攻擊者需進行的工作，減少防禦者的工作量。
美国国防部對主動式防禦的定義是：「利用有限度的攻擊行動以及反擊，讓敵人不會進入要爭奪的地區或地位。」。此一定義沒有特別區分或是實體行動或是網路相關的行動。近年來，美國國土安全部以及財政機構已將主動式防禦列為安全基础设施中，最優先的項目。作為更廣泛提昇國家韌性的方法之一，NIST 800-160 Volume 2 框架進一步的提供主動式防禦標準化的指南。